# Kim Jin-hyeon
Kim Jin-Hyeon (6 juli 1987) is een Zuid-Koreaans voetballer die sinds 2009 onder contract staat bij het Japanse Cerezo Osaka. In 2012 maakte hij zijn debuut in het Zuid-Koreaans voetbalelftal.

## Clubcarrière
Kim Jin-hyeon tekende in 2009 bij Cerezo Osaka – transfervrij afkomstig van het universiteitselftal van Dongguk – een club die uitkomt op het hoogste competitieniveau van Japan. Hij maakte zijn debuut in de J-League 2 op 8 maart 2009 tegen Sagan Tosu (4–1 winst). In het seizoen 2009, zijn eerste in het betaald niveau, speelde hij vijftig competitieduels. In het daaropvolgende seizoen speelde Kim negentienmaal in de J-League: in 2009 was promotie afgedwongen. In de daaropvolgende seizoenen speelde hij vervolgens telkens meer dan dertig wedstrijden. Op 2 maart 2011 speelde Kim Jin-hyeon zijn eerste internationale wedstrijd in de AFC Champions League. Hij speelde dat toernooi mee in alle duels, waaronder de verloren kwartfinale tegen het Zuid-Koreaanse Jeonbuk Hyundai Motors (6–1 nederlaag). Kim werd onder meer viermaal gepasseerd door zijn landgenoot Lee Dong-gook. In 2014 nam hij wederom deel aan de AFC Champions League met Cerezo Osaka; in de achtste finale werd verloren van Guangzhou Evergrande uit China met 1–5.

## Interlandcarrière
Met Zuid-Korea –20 nam Kim in 2007 deel aan het wereldkampioenschap onder 20. Hij speelde mee in alle groepswedstrijden. Kim maakte op 30 mei 2012 zijn debuut in het Zuid-Koreaans voetbalelftal in een oefeninterland tegen toenmalig regerend wereldkampioen Spanje (4–1 verlies). Hij speelde de volledige wedstrijd. Zijn tweede interland volgde in september 2014, toen een vriendschappelijke wedstrijd met 3–1 van Venezuela gewonnen werd. Kim nam met Zuid-Korea deel aan het Aziatisch kampioenschap van 2015, waarin hij in de derde groepswedstrijd tegen Australië een aanzienlijk aandeel had in de 1–0 overwinning en bijgevolg verzekering van de eerste plaats in groep A. Zo weerhield hij de Australiër Robbie Kruse drie minuten voor tijd van scoren, terwijl die zich één op één met Kim bevond. Kim kwam eveneens uit op de WK-eindronde 2018 in Rusland, waar de selectie onder leiding van bondocach Shin Tae-yong in de groepsfase werd uitgeschakeld. De ploeg verloor van achtereenvolgens Zweden (0-1) en Mexico (1-2), maar won in het afsluitende groepsduel verrassend met 2-0 van titelverdediger Duitsland, waardoor Die Mannschaft eveneens de koffers kon pakken. Kim kwam niet in actie tijdens het toernooi.